# Andreas Wolff
Andreas Wolff (ur. 3 marca 1991 w Euskirchen) – niemiecki piłkarz ręczny, bramkarz, od 2024 roku zawodnik THW Kiel.
Reprezentant Niemiec, brązowy medalista igrzysk olimpijskich w Rio de Janeiro (2016), złoty medalista mistrzostw Europy w Polsce (2016) i najlepszy bramkarz tego turnieju. W 2015 i 2016 wybrany najlepszym piłkarzem ręcznym w Niemczech.

## Kariera klubowa
Wychowanek SG Ollheim/Straßfeld, w którym treningi rozpoczął w 1995. Następnie grał w HSG Rheinbach/Wormersdorf (2004–2007) i TV Kirchzell (2007–2009). W latach 2009–2013 był zawodnikiem TV Großwallstadt, w którego barwach rozegrał w ciągu trzech sezonów 80 meczów w Bundeslidze. Ponadto w sezonie 2010/2011, w którym wystąpił w ośmiu spotkaniach, dotarł ze swoim zespołem do finału Pucharu EHF.
W latach 2013–2016 był zawodnikiem HSG Wetzlar. W sezonie 2014/2015, w którym rozegrał w Bundeslidze 36 spotkań, bronił ze skutecznością 34% (330/972). W sezonie 2015/2016, w którym wystąpił w 32 meczach (łącznie przez 25 godzin, 51 minut i 24 sekundy – najwięcej spośród bramkarzy), bronił ze skutecznością 34,6% (340/982) oraz miał najwięcej obronionych rzutów w lidze – w klasyfikacji tej wyprzedził Szweda Mattiasa Anderssona z SG Flensburg-Handewitt i Duńczyka Niklasa Landina Jacobsena z THW Kiel. W czerwcu 2016 otrzymał nagrodę dla najlepszego bramkarza Bundesligi w sezonie 2015/2016.
W 2016 przeszedł do THW Kiel, z którym podpisał trzyletnią umowę, co podano do publicznej wiadomości w listopadzie 2015 (pierwotnie kontrakt miał obowiązywać od lipca 2017, jednak w grudniu 2015 poinformowano, że wejdzie w życie w lipcu 2016). W sezonie 2016/2017, w którym rozegrał w Bundeslidze 34 mecze i zdobył pięć goli (najlepszy wynik strzelecki wśród bramkarzy), bronił ze skutecznością 36,2% (280/773). Wystąpił również w 18 spotkaniach Ligi Mistrzów (zadebiutował w tych rozgrywkach 25 września 2016 w wygranym meczu z Paris Saint-Germain) oraz zdobył Puchar Niemiec. W wywiadzie prasowym udzielonym w czerwcu 2017 przyznał, że nie jest zadowolony z pozycji drugiego bramkarza w THW Kiel i z tego powodu jego menadżer podjął rozmowy z klubami gwarantującymi mu regularne występy w Bundeslidze i Lidze Mistrzów. W sezonie 2017/2018, w którym rozegrał w Bundeslidze 34 mecze i rzucił dwie bramki, bronił ze skutecznością 30,4% (178/586). Wystąpił także w 18 spotkaniach Ligi Mistrzów, w której dotarł ze swoim zespołem do 1/4 finału. W sezonie 2018/2019, w którym rozegrał w Bundeslidze 34 mecze i zdobył trzy gole, bronił ze skutecznością 35,4% (190/537). Wystąpił także w 10 spotkaniach Pucharu EHF, w którym wraz ze swoją drużyną zwyciężył.
W lipcu 2019 został zawodnikiem Vive Kielce, z którym podpisał czteroletni kontrakt, co podano do publicznej wiadomości w październiku 2017. W sierpniu 2019 został wybrany kapitanem kieleckiej drużyny, zastępując w tej roli Michała Jureckiego.

## Kariera reprezentacyjna
W reprezentacji Niemiec zadebiutował 2 listopada 2013 w wygranym meczu z Norwegią (33:29) w Wągrowcu.
W 2016 zdobył złoty medal mistrzostw Europy. W turnieju, który został zorganizowany w Polsce, był podstawowym bramkarzem reprezentacji (jego zmiennikiem był Carsten Lichtlein) i wystąpił we wszystkich ośmiu meczach, w których bronił ze skutecznością 36% (81/224). W rozegranym 31 stycznia 2016 w Krakowie spotkaniu finałowym mistrzostw przeciwko Hiszpanii (24:17) bronił ze skutecznością 48% (16/33). Przez EHF został uznany najlepszym bramkarzem turnieju.
Latem 2016 wywalczył brązowy medal podczas igrzysk olimpijskich w Rio de Janeiro, w których rozegrał osiem meczów i bronił ze skutecznością 30,3% (69/228).
W 2017 uczestniczył w mistrzostwach świata we Francji, w których rozegrał sześć spotkań i bronił w nich ze skutecznością 42,6% (60/141), co dało mu 2. miejsce w klasyfikacji najlepszych bramkarzy turnieju. W 2018 wziął udział w mistrzostwach Europy w Chorwacji, podczas których wystąpił w sześciu spotkaniach i zdobył jednego gola (21 stycznia 2018 w przegranym meczu z Danią) oraz bronił ze skutecznością 34,1% (43/126). W 2019 uczestniczył w mistrzostwach świata w Danii i Niemczech (4. miejsce), w których rozegrał 10 meczów, broniąc ze skutecznością 35,4% (79/223).

## Sukcesy
THW Kiel
- Puchar EHF: 2018/2019
- Puchar Niemiec: 2016/2017, 2018/2019

Vive Kielce
- Mistrzostwo Polski w piłce ręcznej: 2022/23

Reprezentacja Niemiec
- Mistrzostwo Europy: 2016
- 3. miejsce w igrzyskach olimpijskich: 2016

Indywidualne
- Najlepszy bramkarz mistrzostw Europy: 2016[14]
- Najlepszy piłkarz ręczny w Niemczech: 2015[19], 2016[20]
- Najlepszy bramkarz Bundesligi: 2015/2016[4]

## Statystyki

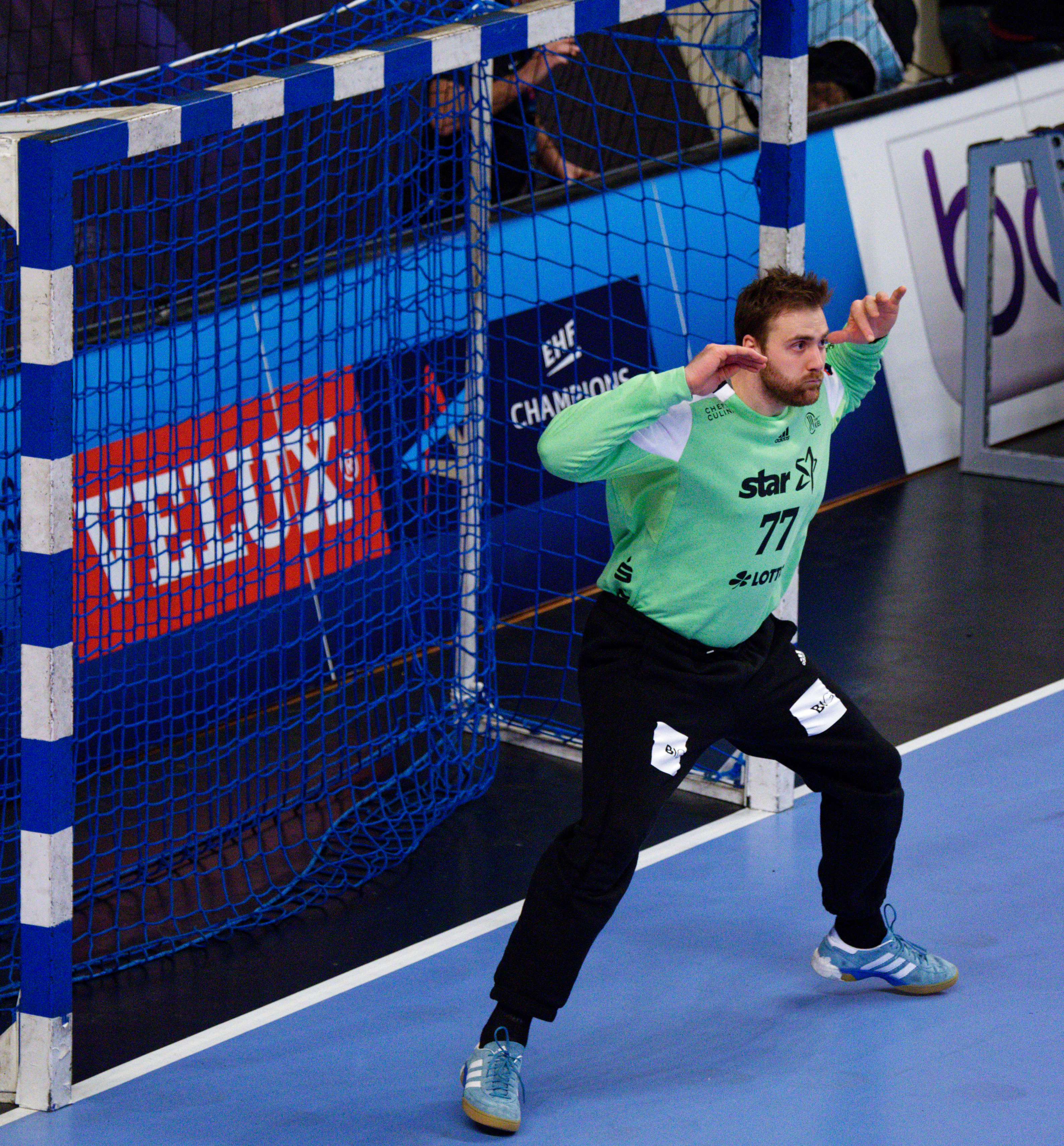
Andreas Wolff w barwach THW Kiel w meczu Ligi Mistrzów z PSG (2018)

| Klub                            | Sezon     | Liga       | Liga | Liga |               | EHF | EHF | EHF |    | Razem | Razem |
| Klub                            | Sezon     | Liga       | M    | B    | M             | EHF | B   | M   | B  |       |       |
| ------------------------------- | --------- | ---------- | ---- | ---- | ------------- | --- | --- | --- | -- | ----- | ----- |
| TV Großwallstadt                | 2010/2011 | Bundesliga | 14   | 0    | Puchar EHF    | 8   | 0   | 22  | 0  |       |       |
| TV Großwallstadt                | 2011/2012 | Bundesliga | 34   | 0    | –             | –   | –   | 34  | 0  |       |       |
| TV Großwallstadt                | 2012/2013 | Bundesliga | 32   | 0    | –             | –   | –   | 32  | 0  |       |       |
| TV Großwallstadt                | Razem     | Razem      | 80   | 0    | –             | 8   | 0   | 88  | 0  |       |       |
| HSG Wetzlar                     | 2013/2014 | Bundesliga | 34   | 0    | –             | –   | –   | 34  | 0  |       |       |
| HSG Wetzlar                     | 2014/2015 | Bundesliga | 36   | 0    | –             | –   | –   | 36  | 0  |       |       |
| HSG Wetzlar                     | 2015/2016 | Bundesliga | 32   | 0    | –             | –   | –   | 32  | 0  |       |       |
| HSG Wetzlar                     | Razem     | Razem      | 102  | 0    | –             | –   | –   | 102 | 0  |       |       |
| THW Kiel                        | 2016/2017 | Bundesliga | 34   | 5    | Liga Mistrzów | 18  | 0   | 52  | 5  |       |       |
| THW Kiel                        | 2017/2018 | Bundesliga | 34   | 2    | Liga Mistrzów | 18  | 0   | 52  | 2  |       |       |
| THW Kiel                        | 2018/2019 | Bundesliga | 34   | 3    | Puchar EHF    | 10  | 0   | 44  | 3  |       |       |
| THW Kiel                        | Razem     | Razem      | 102  | 10   | –             | 46  | 0   | 148 | 10 |       |       |
| Stan na koniec sezonu 2018/2019 |           |            |      |      |               |     |     |     |    |       |       |